# Fabian (Sänger)
Fabiano Anthony Forte, Künstlername Fabian, (* 6. Februar 1943 in Philadelphia, Pennsylvania) ist ein US-amerikanischer Sänger und Schauspieler. Populär wurde er in den späten 1950er- und frühen 1960er-Jahren insbesondere durch zahlreiche Auftritte in Dick Clarks landesweit ausgestrahlter Popmusik-Sendung American Bandstand.

## Leben
Entdeckt wurde Fabian 1957 von Bob Marcucci und Peter De Angelis, den Besitzern von Chancellor Records. Marcucci war ein Freund von Fabians Nachbarn und auf der Suche nach gutaussehenden Jugendlichen für Plattenaufnahmen. Als Fabians Vater einen Herzinfarkt erlitt und ein Krankenwagen vor dem Haus hielt, fiel Marcucci sofort Fabian auf. Er bot dem Jugendlichen einen Vertrag an. Fabian zögerte zunächst, nahm allerdings an, da sein Vater durch den Herzinfarkt arbeitsunfähig geworden war und er die Familie unterstützen musste.
Frankie Avalon, dort bereits unter Vertrag und ebenfalls aus Philadelphia, schlug Marcucci und De Angelis vor, Fabian als „Mischung zwischen Elvis Presley und Rick Nelson“ zu vermarkten.
Mit 15 Jahren gewann er den zweiten Preis als „The Promising Male Vocalist of 1958“. Sein erster lokaler Hit wurde 1958 Lilli Lou, ab 1959 hatte er in kurzer Zeit eine Serie von Erfolgen mit Liedern der Komponisten Doc Pomus und Mort Shuman, so zum Beispiel I’m a Man, Hound Dog Man, Turn Me Loose und seinen größten Erfolg Tiger, der 1959 Platz 3 der Billboard Charts belegte.
Seine Gesangskarriere endete abrupt im Gefolge des Payola-Skandals zwischen 1959 und 1962, dabei wurde auch deutlich, dass seine Stimme auf den Platten technisch verbessert wurde. Nik Cohn schrieb dazu, dass die Plattenleute mit Fabian „ein Computerprodukt“ fabriziert hätten: „Die Grundvoraussetzungen dazu brachte er mit – einen Oliventeint, Entenschwanzfrisur und Fließbandgesicht […] Sie ließen ihn fein herrichten, ließen ihn lernen, wie man richtig nett redet, ließen seine Stimme ausbilden. Sie machten ihn richtig rund und makellos wie einen Billardball. Ein Haken war da nur: er konnte nicht singen …“
Bereits 1960 nahm die Popularität seiner Platten wieder ab und Fabian konnte sich kaum noch in den Charts platzieren. Stattdessen wandte er sich vermehrt schauspielerischen Aktivitäten zu und spielte in insgesamt bislang über 30 Filmen, die meisten davon im Verlaufe der 1960er gedreht. Sein Debüt machte er im B-Movie Hound Dog Man unter Regie von Don Siegel, dessen von Fabian gesungener Titelsong 1959 ein Hit wurde. Anschließend spielte er unter anderem an der Seite von John Wayne in Henry Hathaways Western Land der tausend Abenteuer, als Verehrer von James Stewarts Tochter in der Komödie Mr. Hobbs macht Ferien und einen Soldaten in dem starbesetzten Kriegsfilm Der längste Tag.
Sein Name verblasste zusehends, nicht zuletzt dadurch, dass seine Karriere mehr auf Aussehen und all den Machenschaften beruhte, die beim Payola-Skandal aufgedeckt wurden, als auf wahrem künstlerischen Erfolg. In den 1970er-Jahren verlegte er seinen Fokus von der Schauspielerei wieder zurück auf den Gesang. Charterfolge konnte er damit nicht mehr erringen, trotzdem tritt er bis in die Gegenwart im Rahmen zahlreicher Revivalshows auf, beispielsweise als Trio mit Frankie Avalon und Bobby Rydell ebenso wie bei der Show The Original Stars of Bandstand im Theater von Dick Clark in Branson, Missouri, dort u. a. mit ehemaligen Kollegen wie Bobby Vee, The Chiffons, Brian Hyland und Chris Montez.
Am 20. Januar 2002 erhielt Fabian einen Stern auf dem Hollywood Walk of Fame. Fabian war zweimal verheiratet und hat aus erster Ehe zwei Kinder.

## Eindeutschungen
1959 sind gleich zwei seiner Titel zeitgleich von Deutschlands bekanntesten Rock ’n' Rollern eingedeutscht worden. Tiger von Peter Kraus erreichte Platz 8 und Ich bin ein Mann von Ted Herold Platz 26 der Hitparade.

## Diskografie

### Alben
- 1959: Hold That Tiger
- 1959: The Fabulous Fabian
- 1960: Good Old Summertime
- 1960: The Hit Makers (mit Frankie Avalon)
- 1960: Young And Wonderful
- 1960: Rockin’ Hot

### Singles
| Jahr | A-Seite                      | B-Seite                                            | Plattenfirma |
| ---- | ---------------------------- | -------------------------------------------------- | ------------ |
| 1958 | I’m In Love                  | Shivers                                            | Chancellor   |
| 1958 | Be My Steady Date            | Lilly Lou                                          | Chancellor   |
| 1958 | I’m A Man                    | Hypnotized                                         | Chancellor   |
| 1959 | Got The Feeling              | Come On And Get Me                                 | Chancellor   |
| 1959 | Hound Dog Man                | This Friendly World                                | Chancellor   |
| 1959 | Tiger                        | Mighty Cold (To A Warm Warm Heart)                 | Chancellor   |
| 1959 | Turn Me Loose                | Stop Thief!                                        | Chancellor   |
| 1960 | Strollin’ In The Springtime  | I’m Going Sit Right Down And Write Myself A Letter | Chancellor   |
| 1960 | Long Before                  | Kissin’ And Twistin                                | Chancellor   |
| 1960 | King Of Love                 | Tomorrow                                           | Chancellor   |
| 1960 | About This Thing Called Love | String Along                                       | Chancellor   |
| 1961 | Wild Party                   | Made You                                           | Chancellor   |
| 1961 | The Love That I’m Giving You | You’re Only Young Once                             | Chancellor   |
| 1962 | Break Down And Cry           | She’s Stayin’ Inside With Me                       | Dot          |

## Filmografie (Auswahl)
| - 1959: Hound-Dog Man - 1960: Der Spätzünder (High Time) - 1960: Land der tausend Abenteuer (North to Alaska) - 1961: Blond, süß und sehr naiv (Love in a Goldfish Bowl) - 1962: Mr. Hobbs macht Ferien (Mr. Hobbs Takes a Vacation) - 1962: 5 Wochen im Ballon (Five Weeks in a Balloon) - 1962: Der längste Tag (The Longest Day) - 1965: Geliebte Brigitte (Dear Brigitte) - 1965: Geheimnis im blauen Schloß (Ten Little Indians) - 1966: Morgen holt euch der Teufel (Fireball 500) - 1967: Donner-Teufel (Thunder Alley) - 1970: Sie nannten ihn Pretty Boy Floyd (A Bullet for Pretty Boy) - 1973: Ein Bastard schlägt zu (Soul Hustler) - 1999: Mr. Rock ’n’ Roll: Die Alan Freed Story (Mr. Rock ’n’ Roll: The Alan Freed Story) | - 1961: Bus Stop, Folge A Lion Walks Among Us - 1962: The Gertrude Berg Show, Folge Peace Corps - 1962: Heute Abend Dick Powell (The Dick Powell Show), Folge Run Till It’s Dark - 1963: Die Leute von der Shiloh Ranch (The Virginan), Folge Say Goodbye to All That - 1965: Daniel Boone, Folge The First Beau - 1965: Die Leute von der Shiloh Ranch (The Virginian), Folge Say Goodbye to All That - 1971: FBI, Folge Unknown Victim - 1982: Love Boat, Folge New York, A.C./Live It Up/All’s Fair in Love and War - 1987: Full House, Folge Business is Business - 1994: Rebel Highway, Folge Wilde Töchter |